# Chronologie de l'invasion de l'Ukraine par la Russie (décembre 2022)
Pour un article plus général, voir Invasion de l'Ukraine par la Russie.
Cet article fait partie de la chronologie de l'invasion de l'Ukraine par la Russie en 2022 et présente une chronologie des événements clés de ce conflit durant le mois de décembre 2022.
Pour les événements précédents, voir Chronologie de l'invasion de l'Ukraine par la Russie (novembre 2022).
Pour les événements suivants, voir Chronologie de l'invasion de l'Ukraine par la Russie (janvier 2023).

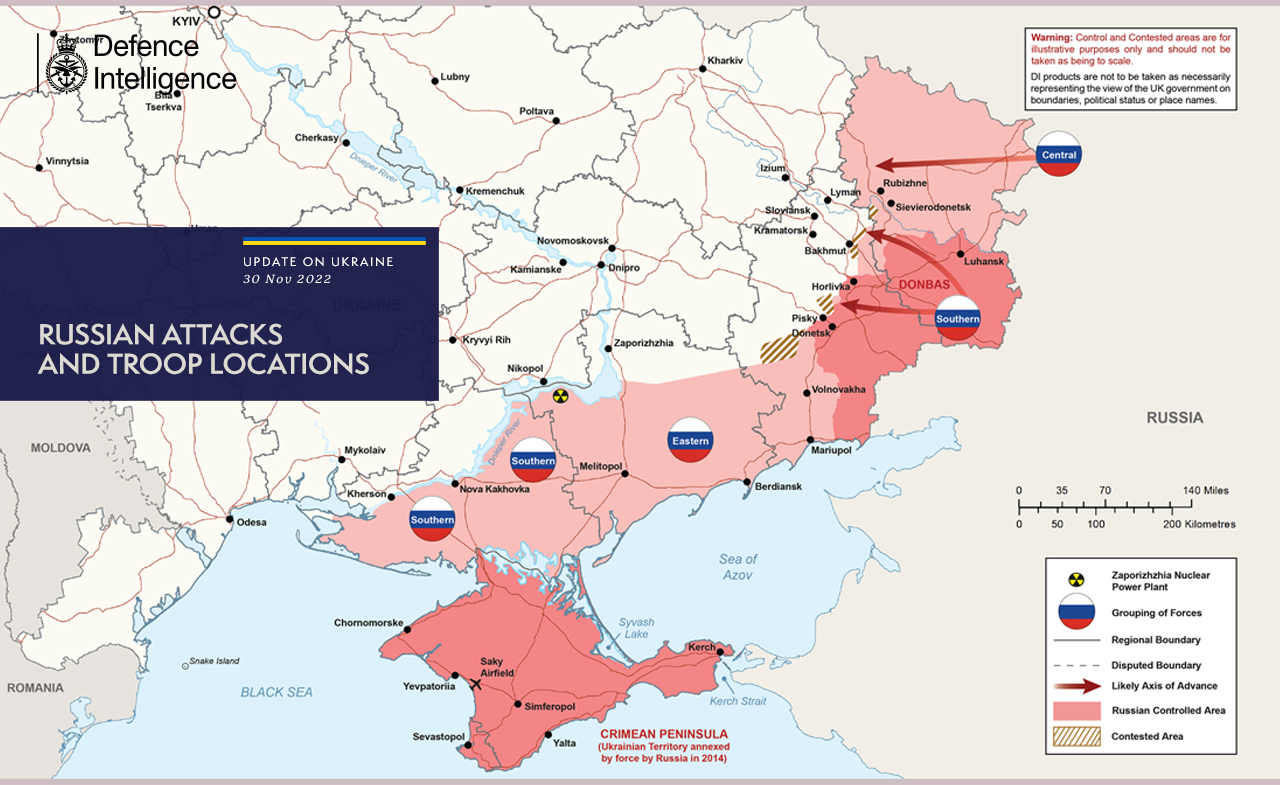
Situation au 30 novembre 2022
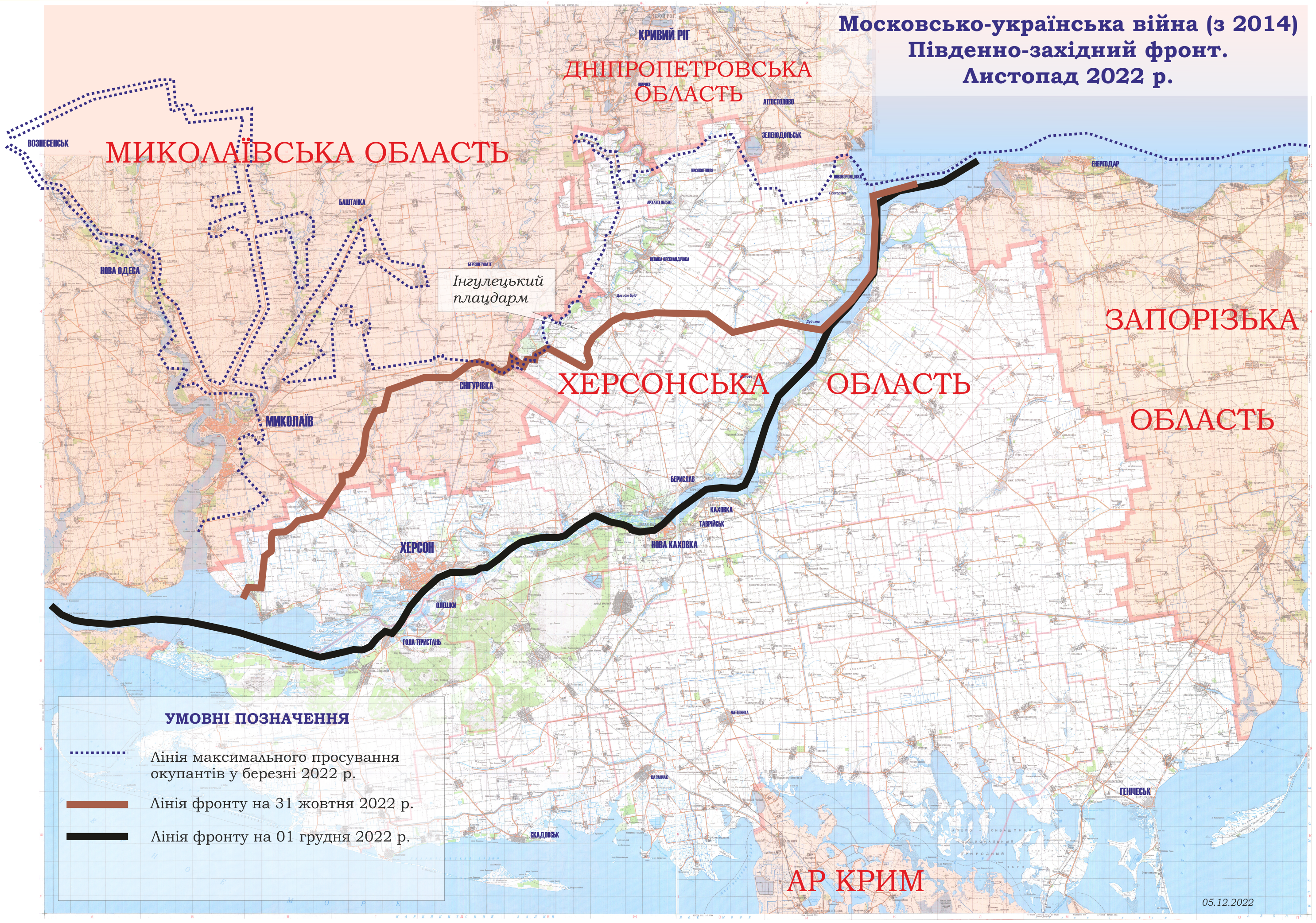
Front Sud-Ouest, fin novembre 2022

## Chronologie des évènements

### 1erdécembre
Le conseiller à la présidence, Mykhaïlo Podoliak indique que « les forces armées ukrainiennes ont perdu entre 10 000 et 13 000 soldats depuis le début de la guerre le 24 février dernier ». En août dernier, le chef d'état-major des armées avait alors annoncé près de 9 000 morts.
Le Président Volodymyr Zelensky annonce que depuis le début de la guerre en février, plus de 1 300 prisonniers ukrainiens ont été libérés lors d'échanges avec la Russie.
Les villes de Kherson et de Nikopol sont fortement bombardées.
Selon l'opérateur privé DTEK, 40 % du réseau électrique ukrainien est toujours en panne.
Le contre-espionnage militaire ukrainien indique : « Nous avons appris qu'un groupe de trente snipers russes vient d’être déployé de l'autre côté. Ils sont bien entraînés et équipés. Ils opèrent sur la berge, ce qui rend très dangereuse une bande de 2 kilomètres en face d’eux. Il y a deux jours, nous avons perdu un pilote de drone, abattu par un sniper russe à 2 kilomètres de distance. En théorie, le fleuve constitue la ligne de front, mais il y a cette zone grise au milieu, où circulent à la fois des civils et des groupes de reconnaissance des deux côtés. Bien sûr, les uns comme les autres se déguisent en civils pour effectuer des missions de reconnaissance. Pilonner leurs positions sur l'autre berge est facile, mener des raids nocturnes avec des petites embarcations, nous le faisons aussi. C'est pourquoi les Russes ont fortifié plusieurs lignes de défense en échelons loin du Dnipro. En revanche, il est trop risqué de lancer une opération amphibie avec du matériel lourd, qui serait immédiatement pilonné. »

### 2 décembre
Vladimir Poutine juge « nécessaire et inévitable » de bombarder les infrastructures ukrainiennes faisant savoir qu'« il a été souligné que les forces armées russes ont longtemps évité les frappes de missiles de haute précision sur certaines cibles en Ukraine, mais de telles mesures sont devenues nécessaires et inévitables face aux attaques provocatrices de Kiev ».

### 3 décembre
L'armée ukrainienne affirme que depuis le début de la guerre, 90 600 militaires russes ont été tués (soit 510 de plus en 24h) ainsi que 2 917 chars, 1 906 systèmes d'artillerie, 210 systèmes de défense antiaérienne et 395 lance-roquettes multiples automoteurs et blindés, 280 avions, 263 hélicoptères, 1 572 drones, 531 missiles de croisière, 4 472 véhicules et réservoirs de carburant et 163 pièces d'équipement spécial ont été détruits,.
Le Kremlin annonce que Vladimir Poutine se rendra dans le Donbass « en temps voulu » et qu'il n'est pas intéressé par un cessez-le-feu et maintient ses objectifs militaires.

### 4 décembre
Selon le porte-parole de l'armée ukrainienne pour le front oriental, la Russie perd entre 50 et 100 soldats chaque jour dans les combats pour s'emparer de la ville de Bakhmout dans l'oblast de Donetsk.
Plus de 500 localités ukrainiennes sont toujours sans électricité après les attaques récurrentes des infrastructures essentielles du pays par la Russie.
Près de Bakhmout, des militaires du service national des gardes-frontières d'Ukraine ont abattu un chasseur-bombardier russe SU-34.

### 5 décembre
Dans un communiqué, le ministère de la défense russe affirme que deux bases aériennes russes, situées dans le centre du pays à 600 kilomètres du territoire l'Ukraine, ont été les cibles de drones ukrainiens de conception soviétique Tupolev Tu-141 qui ont fait trois morts. L'attaque contre la base aérienne de Dyagilevo dans la région de Riazan a au moins endommagé 3 TU-22M. Celle d'Engels-2, dans la région de Saratov endommagea au moins deux avions,,.
Selon l'armée de l'air ukrainienne, les forces russes ont tiré 70 missiles, dont 60 ont été interceptés.
Vladimir Poutine, s'est rendu sur le pont de Crimée, partiellement détruit en octobre.
A Odessa, les services ukrainiens de sécurité ont mis sous surveillance la pègre soupçonnée d’être à la solde de la Russie.

### 6 décembre
Le gouverneur de la région de Koursk déclare qu'une « attaque au drone dans la zone de l'Aéroport de Koursk, a touché un réservoir de stockage de pétrole qui a pris feu, sans faire de victimes. ». Cette attaque a été menée par des Tu-141 « Swift » modifiés.
Le Président Volodymyr Zelensky s'est rendu près de Bakhmout, dans le Donbass, principal champ de bataille de l'est de l'Ukraine et où les forces gouvernementales repoussent depuis plusieurs mois les offensives russes.

### 7 décembre
Le ministère de la défense britannique indique que « La Russie a récemment commencé à étendre ses positions défensives le long de ses frontières internationales avec l'Ukraine et à l'intérieur de la région de Belgorod. Les nouvelles constructions sont probablement des systèmes plus élaborés destinés à repousser des assauts mécanisés ».
La Biélorussie annonce qu'elle va déplacer des troupes et des équipements militaires aujourd'hui et demain dans le cadre de ce qu'elle présente comme des exercices de lutte antiterroriste. L'Ukraine dit craindre depuis des mois que la Russie, qui l'a envahie le 24 février 2022, se serve à nouveau de la Biélorussie pour tenter une nouvelle incursion terrestre dans le nord de son territoire.
Des frappes russes ont eu lieu sur la région de Zaporijjia pendant la nuit.

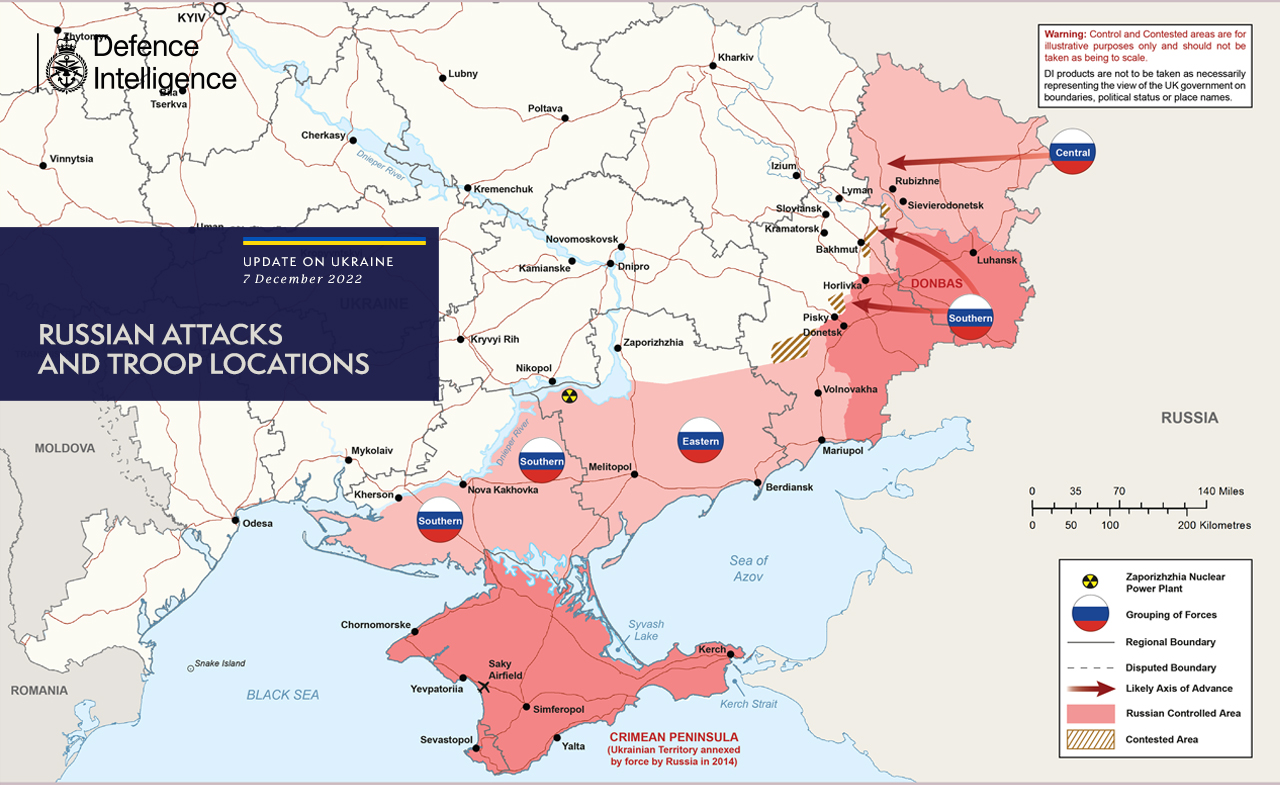
Situation au 7 décembre 2022

### 8 décembre
Olaf Scholz affirme que « la pression internationale a fait reculer Poutine sur la question des armes nucléaires ».
Alors qu'il purgeait une peine de vingt-cinq ans de prison aux Etats-Unis, le trafiquant d'armes russe Viktor Bout est échangé, dans le cadre d’un échange de prisonniers, à Abou Dabi contre la basketteuse américaine Brittney Griner, emprisonnée depuis plusieurs mois en Russie pour détention de cartouches de vapotage contenant de l'huile de cannabis,.
Le gouverneur russe de Sébastopol (ru), Mikhaїl Razvojaїev indique, sans plus de précision que « ce matin, un navire de garde de la flotte de la mer Noire a abattu un drone au-dessus de l'eau ».

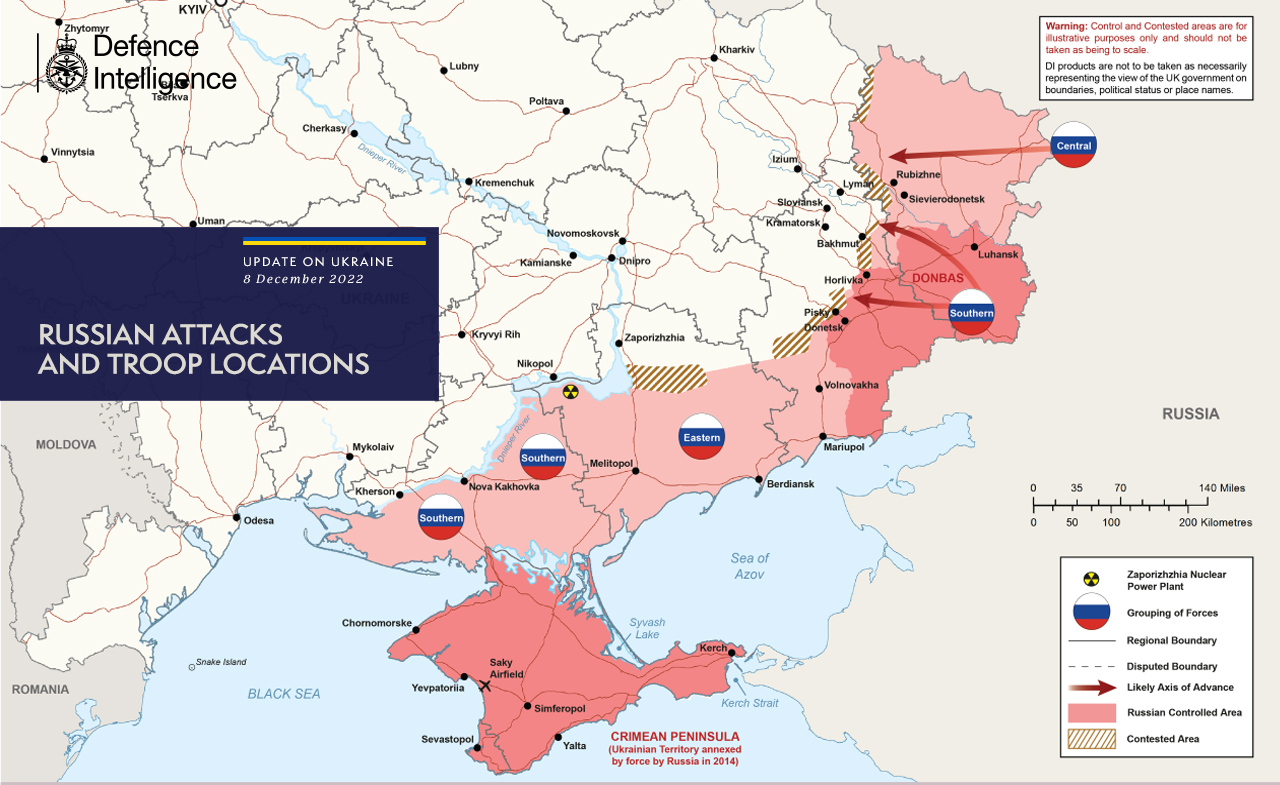
Situation au 8 décembre 2022

### 9 décembre
Dans la nuit, un incendie s'est déclaré dans le centre commercial Mega Khimki, dans la banlieue de Khimki au nord de Moscou. Les services russes estiment « qu'un acte criminel pourrait être à l’origine de l'incendie ».
Le ministère de la défense ukrainien annonce avoir tué 310 soldats russes dans la journée d'hier et avoir mis hors de combat :
- 2 937 chars
- 5 912 véhicules blindés de combat
- 1 926 éléments d'artillerie
- 395 lance-roquettes multiples
- 211 systèmes antiaériens
- 281 aéronefs
- 264 hélicoptères
- 1 603 drones
- 592 missiles de croisières
- 16 navires de guerre
- 4 531 camions et réservoirs d'essence
- 164 équipements spéciaux

La compagnie nucléaire ukrainienne Energoatom affirme « que les forces russes qui occupent la centrale nucléaire de Zaporijjia ont placé plusieurs lance-roquettes multiples Grad près de l'un de ses six réacteurs nucléaires. »

### 10 décembre
Odessa se trouve sans électricité après une attaque russe de drones kamikazes.
L'hôtel de ville de Kadiïvka, que les Russes appellent Stakhanov est touché par des tirs de Himars tirés par l'armée ukrainienne. Selon Serhiy Haidaï, le chef de l'administration militaire ukrainienne locale, un QG du groupe Wagner se trouvait dans l'hôtel de ville et la frappe a fait un grand nombre de victimes.

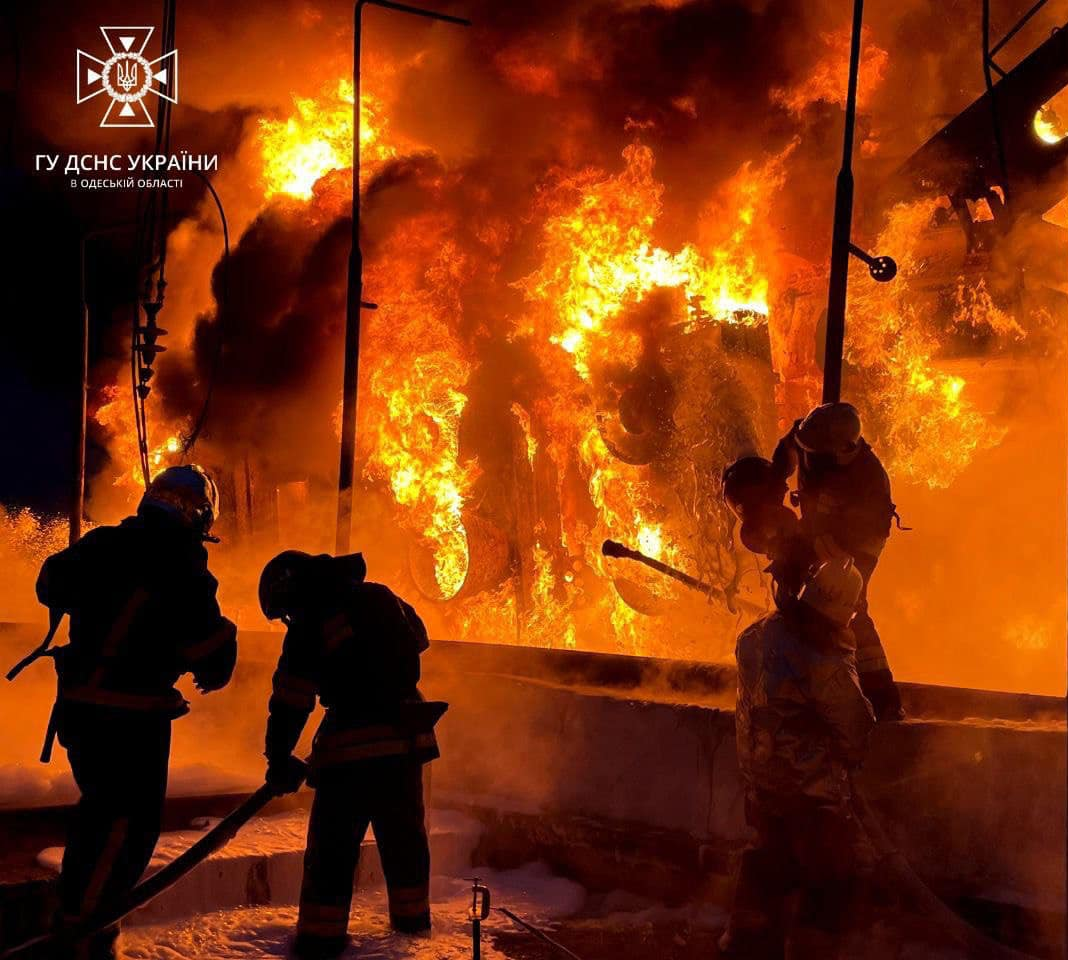
Conséquences des bombardements dans la région d'Odessa

### 11 décembre
Dmitri Medvedev, affirme que Moscou intensifie la production des « moyens de destruction les plus puissants, y compris ceux fondés sur de nouveaux principes », en menaçant de s'en servir contre l'Occident. Selon ses déclarations, il indique : « Notre ennemi ne s'est pas retranché uniquement dans le gouvernement de Kiev. (…) Il est aussi en Europe, en Amérique du Nord, au Japon, en Australie, en Nouvelle-Zélande et dans d'autres endroits ayant prêté allégeance aux nazis de notre temps ».
Le gouverneur ukrainien de l'oblast de Kherson, Iaroslav Ianouchevytch déclare « L'ennemi a de nouveau attaqué les quartiers résidentiels de Kherson, ajoutant que 45 frappes ont visé la région avec de l'artillerie, des lance-roquettes multiples, des chars et des mortiers. ».
Les forces ukrainiennes ont attaqué la ville de Melitopol sous occupation russe, avec, principalement des lance-roquettes multiples à longue portée Himars.

### 12 décembre
Des bombardements russes massifs sont effectués sur un quartier du centre-est de Kherson.
Un haut responsable militaire américain déclare que « la Russie semble être contrainte d'utiliser des bombes périmées, ses stocks de munitions s’amenuisant ». Il ajoute : « c'est probablement ce qui les force à utiliser des bombes que nous considérerions comme périmées. En d’autres termes, on charge la bombe et on croise les doigts en espérant qu'elle va partir, ou qu'elle va exploser à l’atterrissage ».
Ivan Fedorov, maire de Melitopol occupée par les Russes, annonce que le pont routier de Konstantinovka situé sur l'autoroute M 14, qui enjambe la Molotchna, utilisé par l'armée russe a explosé près de Melitopol. Il s'agit de l'un des ponts stratégiquement importants, comme le pont de Crimée, utilisé par les forces russes pour livrer du matériel vers l'est,.

### 13 décembre
Une frappe de missiles S-300 russe sur la ville de Koupiansk a complètement détruit un bâtiment administratif de deux étages.
Lors de son point de presse, Dmitri Peskov, porte-parole de la présidence russe, a dit : « l'Ukraine doit céder les territoires dont la Russie revendique l'annexion avant toute négociation diplomatique »
L'état-major général des forces armées ukrainiennes signale que les forces russes de Melitopol forcent les résidents à obtenir des passeports russes et à passer de la monnaie ukrainienne au rouble russe. Selon le rapport, les forces russes tentent également d'encourager les habitants à collaborer en augmentant l'aide aux retraités et en augmentant les salaires de ceux qui acceptent de travailler dans des institutions établies en Russie.
Sur ordre du président de la république de Biélorussie Alexandre Loukachenko une inspection surprise des forces armées biélorusses leur ordonne « de se rendre dans les plus brefs délais dans des zones désignées, y installer du matériel du génie et organiser leur sécurité et leur défense ».
Le gouvernement français va permettre à l'Ukraine de disposer de 20 000 tonnes de rails produits en France par la société allemande Saarstahl, anticipant la réparation de plus de 150 kilomètres de voies ferrées ukrainiennes. Un deuxième accord entre les deux pays va porter sur la fourniture d'environ 25 ponts en kits par la société française Matière TP à l'agence gouvernementale des routes ukrainienne (Ukravtodor). Le troisième contrat entend livrer plus de 20 millions d’euros de semences par trois sociétés françaises exportatrices.

### 14 décembre
Vitali Klitschko, maire de Kiev annonce des explosions dans le quartier Shevchenkivskyi. Il ajoute que le système de défense antiaérien avait abattu dix drones de Shahed de fabrication iranienne au-dessus de Kiev et de ses environs,.
Le Président Volodymyr Zelensky a félicité l'efficacité des forces antiaériennes ukrainiennes, affirmant que la totalité des treize drones de fabrication iranienne Shahed, qui cherchaient à anéantir les infrastructures énergétiques du pays, avaient été abattus.

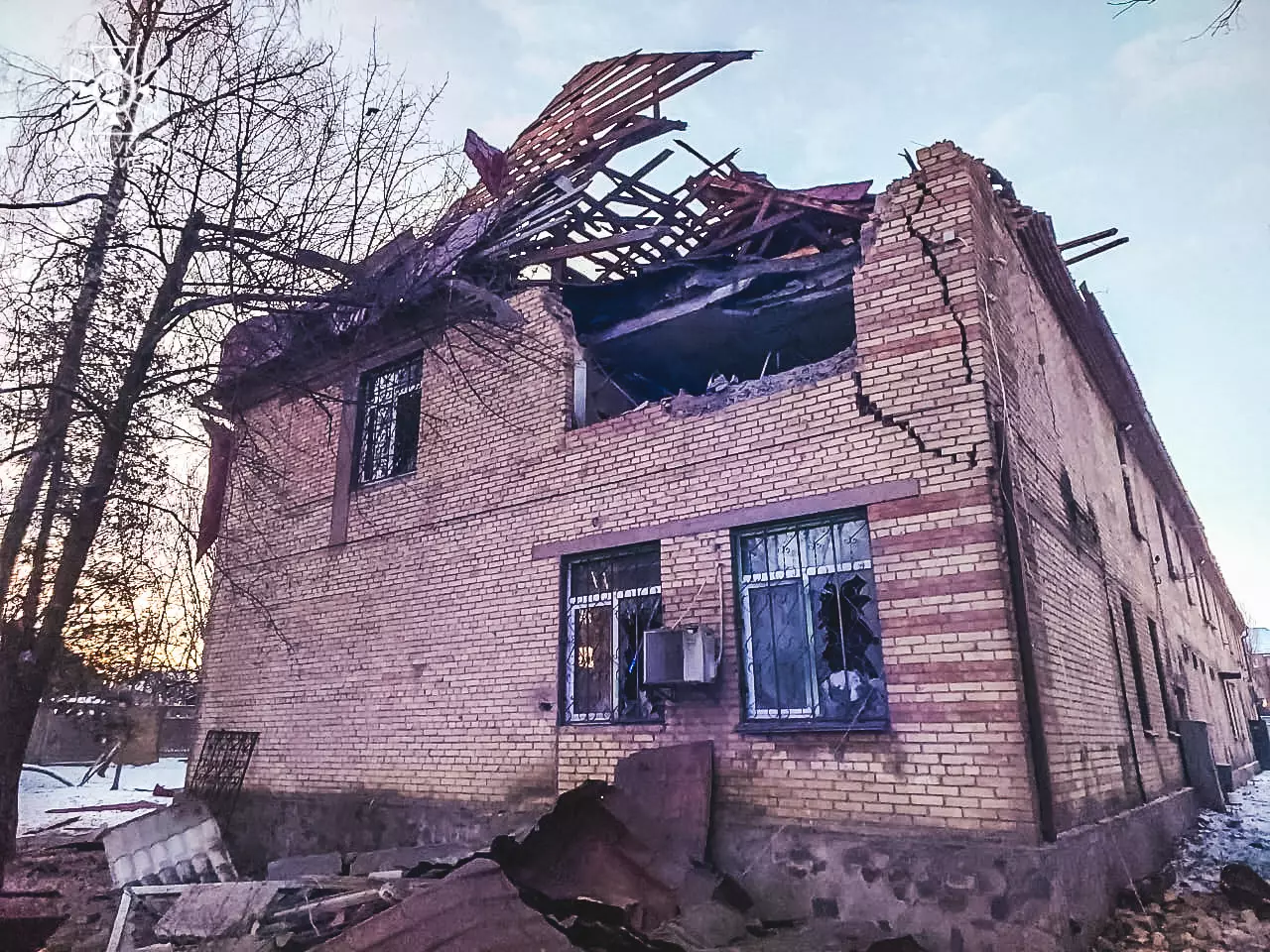
Une maison dans le quartier Shevchenkivskyi à Kiev, endommagée par des éclats d'un drone russe.

### 15 décembre
Les combats d'artillerie font rage, en particulier aux abords de Donetsk, aujourd’hui largement détruite, de Bakhmout et d'Avdiïvka.

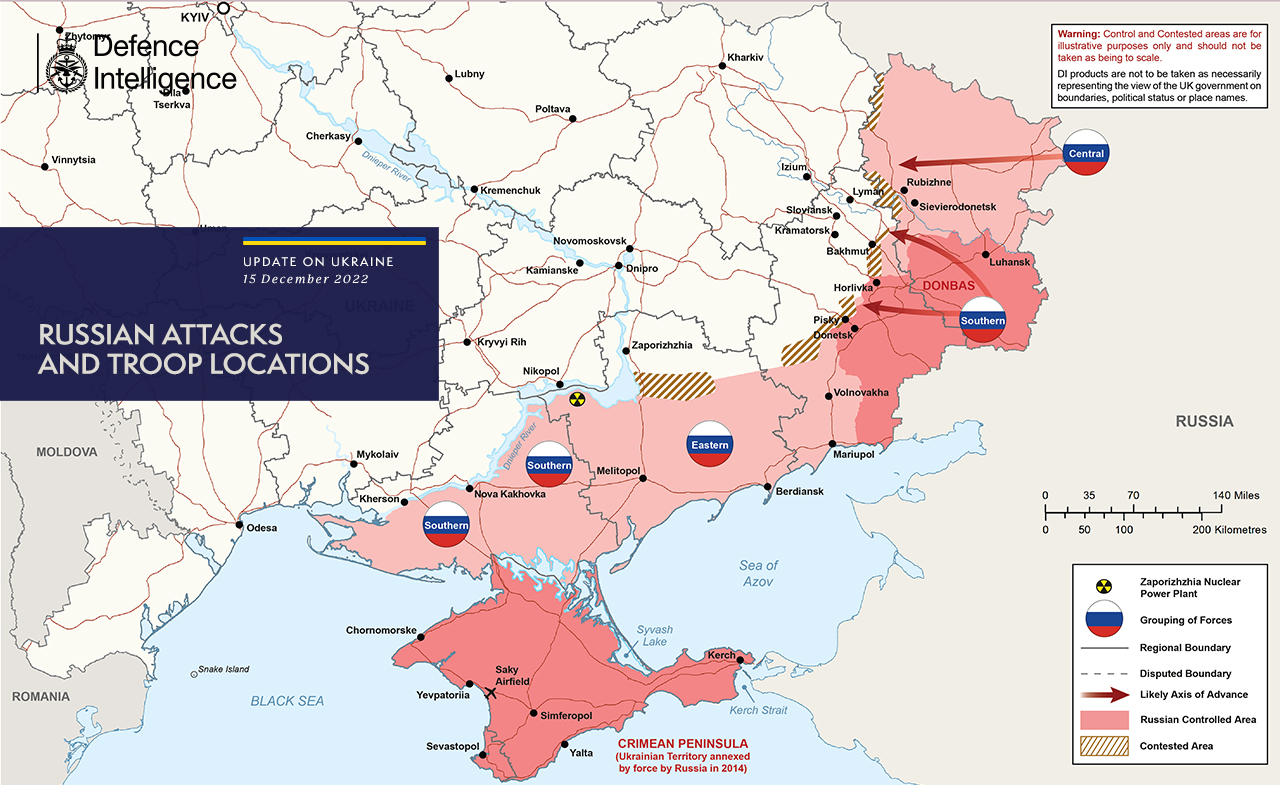
Situation au 15 décembre 2022

### 16 décembre
| Pertes au 16 décembre 2022 | Pertes au 16 décembre 2022                             | Pertes au 16 décembre 2022 |
| Russie et alliés (8 463)   | Équipements                                            | Ukraine et alliés (2 604)  |
| -------------------------- | ------------------------------------------------------ | -------------------------- |
| 1 579                      | Chars                                                  | 435                        |
| 740                        | Véhicules blindés de combat                            | 237                        |
| 1 859                      | Véhicules de combat d'infanterie                       | 416                        |
| 280                        | Véhicules blindés de transport de troupes              | 207                        |
| 44                         | Véhicules blindés de haute protection contre les mines | 32                         |
| 177                        | Véhicules de transport de troupes                      | 236                        |
| 208                        | Postes de commandement et postes de communication      | 8                          |
| 255                        | Véhicules et équipements du génie                      | 34                         |
| 31                         | Systèmes de missiles antichars automoteurs             | 21                         |
| 87                         | Véhicules et équipements de soutien d'artillerie       | 21                         |
| 154                        | Artillerie tractée                                     | 79                         |
| 299                        | Artillerie automotrice                                 | 91                         |
| 160                        | Lance-roquettes multiples                              | 34                         |
| 16                         | Canons antiaériens                                     | 4                          |
| 22                         | Canons antiaériens automoteurs                         | 4                          |
| 82                         | Systèmes de missiles sol-air                           | 70                         |
| 21                         | Radars et équipements de communication                 | 36                         |
| 22                         | Moyens de brouillage radar                             | 1                          |
| 67                         | Aéronefs                                               | 55                         |
| 72                         | Hélicoptères                                           | 27                         |
| 4                          | Drones de combat                                       | 14                         |
| 149                        | Drones de reconnaissance                               | 42                         |
| 6                          | Trains logistiques                                     | -                          |
| 2 126                      | Camions, autres véhicules dont tout-terrain            | 468                        |
| 12                         | Navires de guerre                                      | 23,                        |

L'administration militaire de la région de Kiev affirme qu'« environ quarante missiles russes ont été enregistrés dans l'espace aérien de la capitale ; trente-sept d'entre eux ont été détruits par les forces de défense aérienne. Il s'agit de l'une des plus grandes attaques de missiles. ».
Selon l'armée ukrainienne, 74 missiles, principalement des missiles de croisière, ont été tirés par la Russie, dont 60 ont été abattus par la défense antiaérienne.

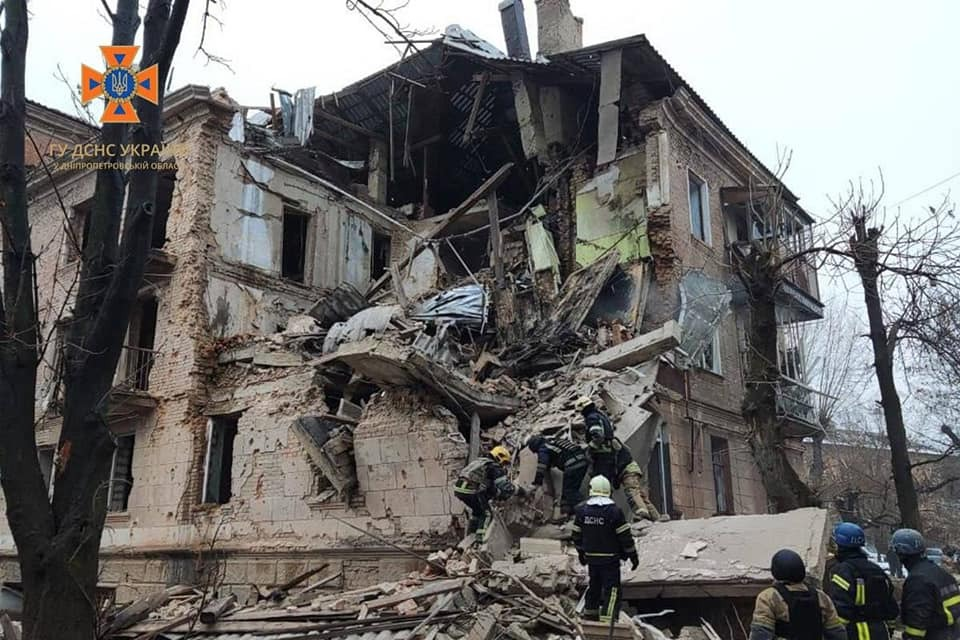
Un immeuble résidentiel à Kryvyi Rih après une attaque à la roquette russe.

### 17 décembre
Le maire de la capitale ukrainienne, Vitali Klitschko, indique que les services de base sont rétablis à Kiev et le Président Volodymyr Zelensky déclare qu'environ 6 millions de foyers ukrainiens ont désormais leur courant rétabli dans tout le pays.

### 18 décembre
Le ministre de la défense russe, Sergueï Choïgou, s'est rendu dans la zone de « l'opération militaire » en Ukraine pour inspecter les forces russes.
Le gouverneur de l'oblast de Belgorod, affirme que des frappes ukrainiennes ont fait un mort et huit blessés.
Les forces russes bombardent le centre de Kherson.

### 19 décembre
Les forces russes pilonnent Kiev avec des drones suicides iraniens Shahed.
Des unités militaires russes vont effectuer des « exercices tactiques » en Biélorussie.
Vladimir Poutine se trouve chez son allié Bélarus, qui sert de base arrière à son armée depuis le début du conflit, et affirme ne pas vouloir absorber la Biélorussie.
Le ministère russe de la défense affirme « avoir abattu quatre missiles antiradars américains HARM dans l'espace aérien de la région de Belgorod. »

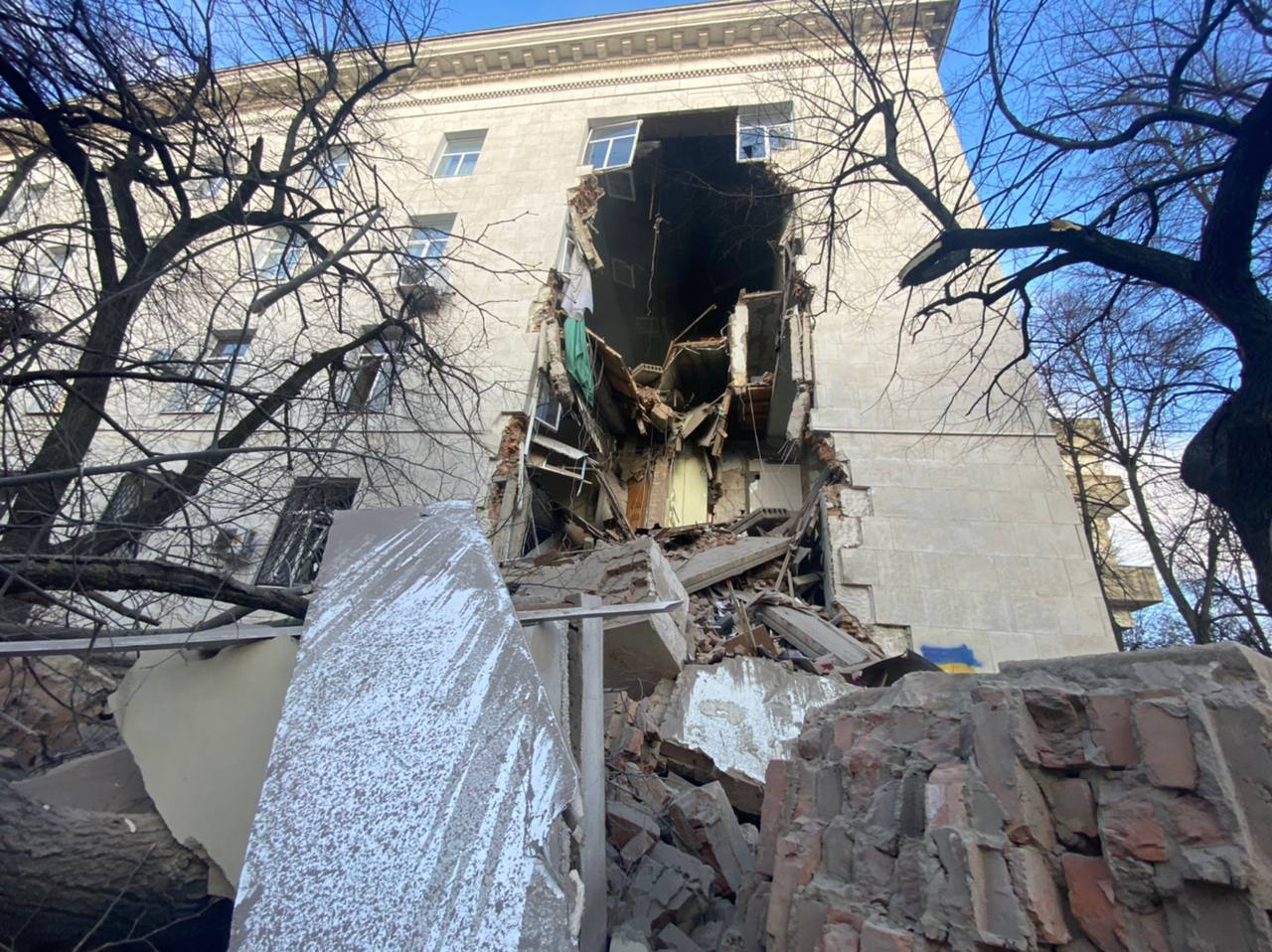
Le bâtiment de l'Administration régionale de Kherson (uk) après le bombardement du 19 décembre
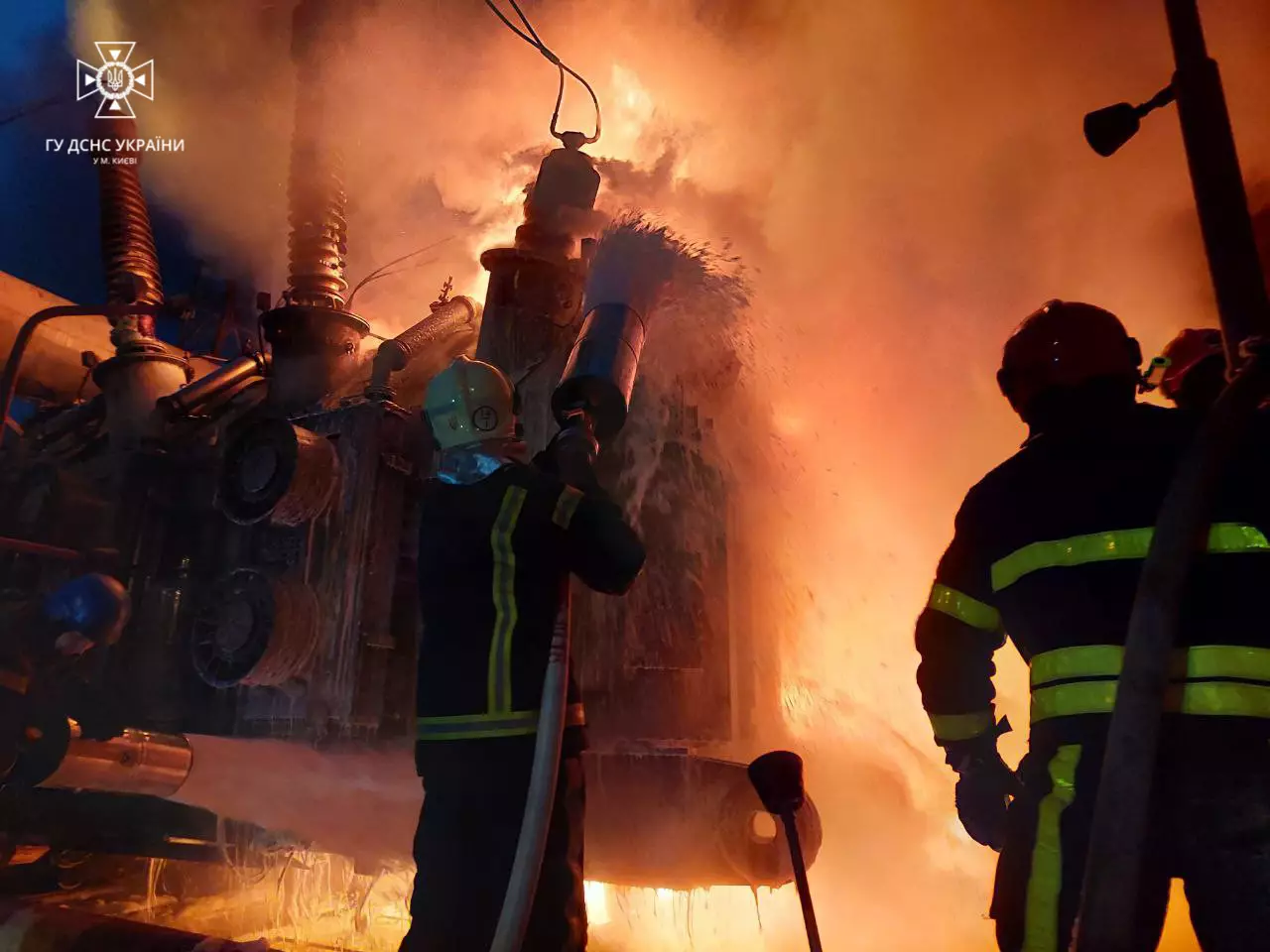
Incendie dans une infrastructure à Kiev après une attaque de drones suicides

### 20 décembre
Le président ukrainien, Volodymyr Zelensky, s’est rendu à Bakhmout, que les forces russes tentent de prendre depuis des mois et y « a rencontré des militaires, s’est entretenu avec eux et a remis des décorations à nos soldats ».

### 21 décembre
Le ministre de la défense russe, Sergueï Choïgou, juge « nécessaire de porter les effectifs de l’armée à 1,5 million de soldats et de relever l’âge limite du service militaire de 21 à 30 ans, au lieu de 18 à 27 ans actuellement, dans le contexte de l’offensive en Ukraine. » Il annonce également que « l'armée russe va installer des bases navales de soutien à Marioupol et à Berdiansk, deux villes qu'elle occupe. ».
Dans un discours prononcé devant les cadres de l’armée russe, Vladimir Poutine annonce que « la frégate Amiral-Gorchkov sera en état de service avec de nouveaux missiles Zircon, qui n'ont pas d’équivalent dans le monde ».
Le Président Volodymyr Zelensky a confirmé qu’il était « en route pour les États-Unis pour renforcer les capacités de résilience et de défense de l’Ukraine, qu'il rencontrerait le président américain, Joe Biden, et ferait un discours devant le congrès des États-Unis ».

### 22 décembre
Le président ukrainien est reçu en héros par le Président Joe Biden et les élus du Congrès.
Dmitri Rogozine ex-patron de l'agence spatiale russe Roscosmos est blessé dans une frappe ukrainienne sur Donetsk. Le Comité d’enquête russe affirme que « La frappe, qui a fait plusieurs morts et blessés, a été effectuée avec des munitions de haute précision, tirées probablement du camion équipé d’un système d’artillerie français Caesar ».
Le ministre de la défense russe, Sergueï Choïgou, s'est rendu une nouvelle fois sur la ligne de front en Ukraine. Il a « vérifié les conditions de déploiement du personnel et du matériel militaire et il a inspecté les zones de positionnement des unités militaires, les conditions d’hébergement et de chauffage du personnel ».
Le président biélorusse, Alexandre Loukachenko, a déclaré que les récentes manœuvres de son armée ne visaient pas l'Ukraine.
Valeri Guerassimov affirme que « l'armée russe avait frappé plus de 1 300 cibles d’importance critique en Ukraine, ce qui a permis de réduire considérablement le potentiel de combat des forces armées ukrainiennes ». Il s'est aussi félicité de l’utilisation pour la première fois dans des conditions de combat d’armes hypersoniques russes, telles que le missile Kinjal. Selon lui, la ligne de front avec les forces ukrainiennes est actuellement longue de 815 kilomètres.
De retour des États-Unis, le président ukrainien, Volodymyr Zelensky, a rencontré son homologue polonais, Andrzej Duda, à l'aéroport de Rzeszów-Jasionka.
L'administration russe d'occupation de l'oblast de Kherson déclare qu'Andreï Chtepa, principal responsable de Lioubymivka « était mort tragiquement après l'explosion d'une automobile provoquée par des terroristes ukrainiens. ».

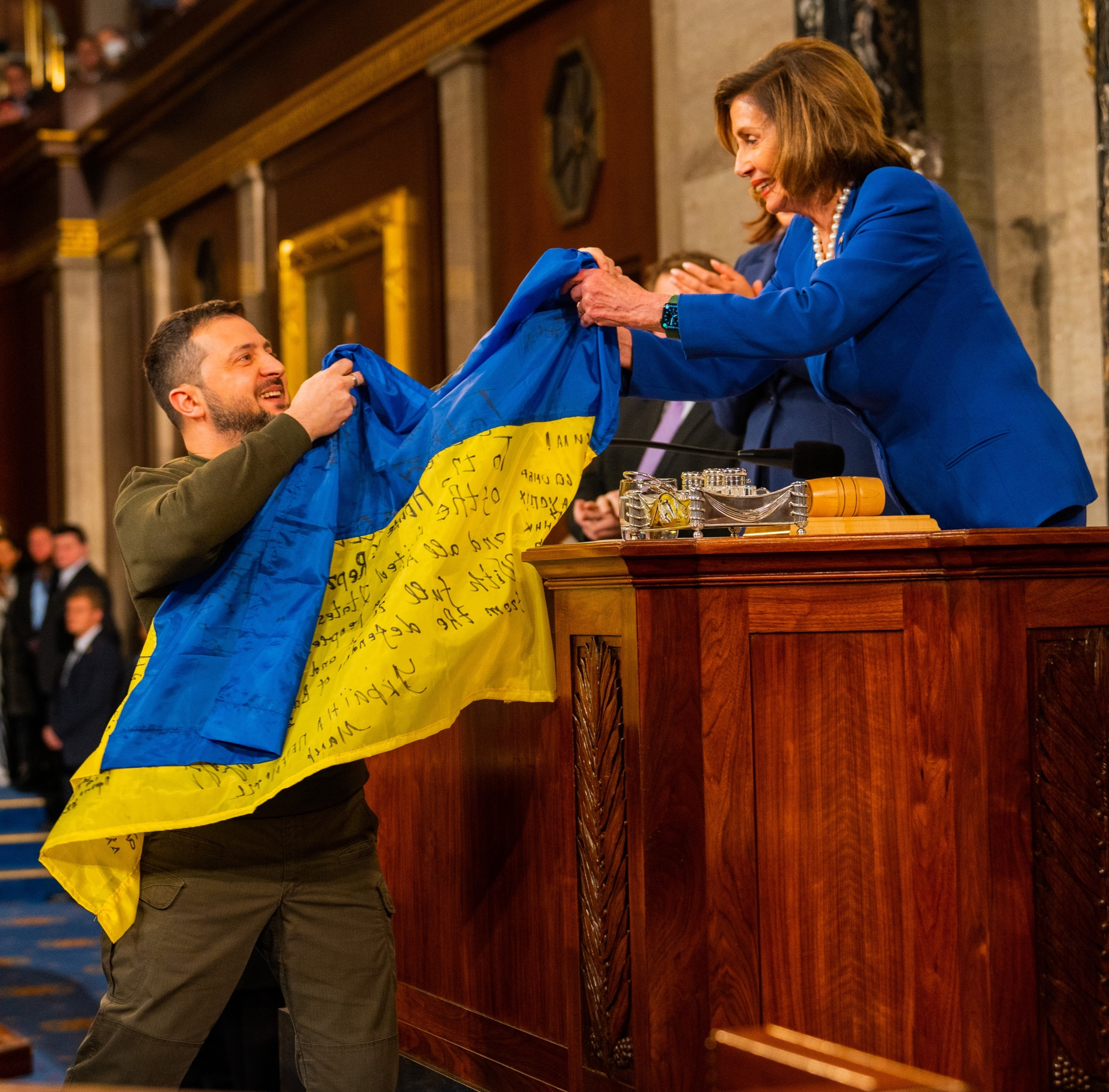
Volodymyr Zelensky lors du discours au Congrès américain, le 22 décembre 2022, transmettant le drapeau de l'Ukraine des combattants de Bakhmout
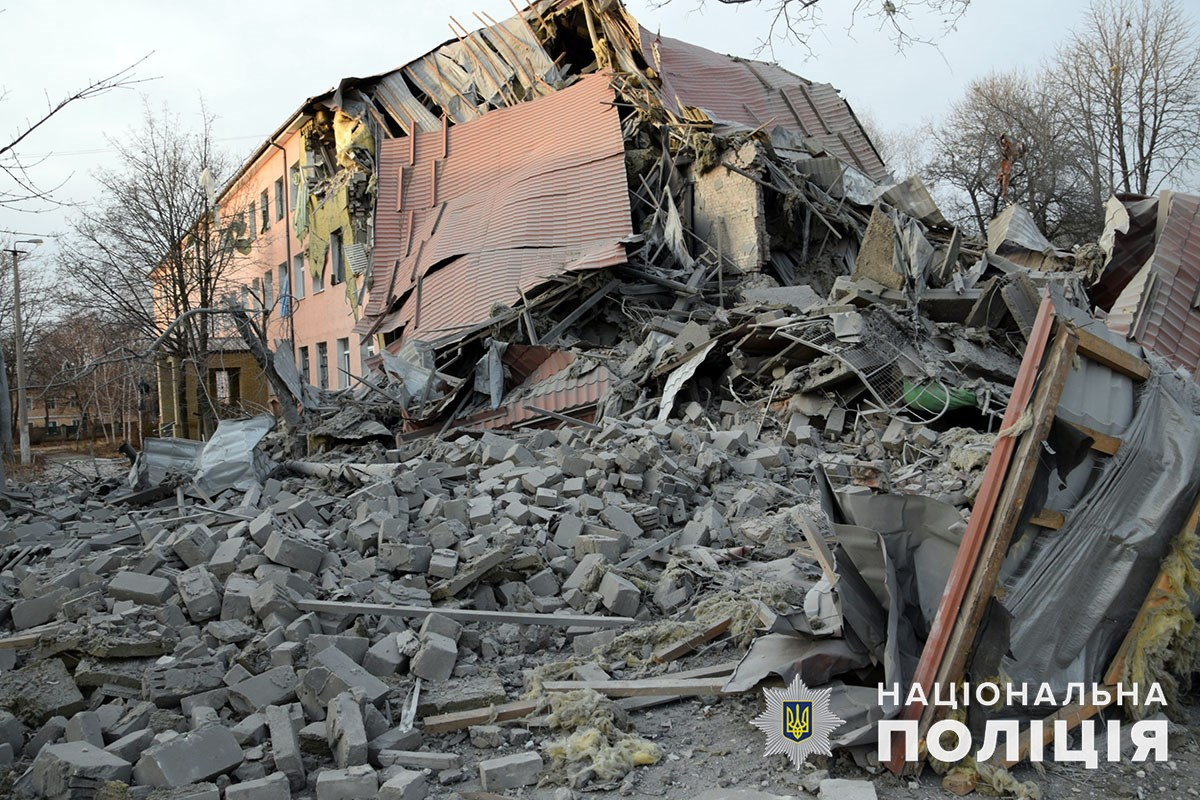
Internat à Kramatorsk après le bombardement

### 23 décembre
Le tramway de Kiev a du être arrêté pour économiser l'électricité.

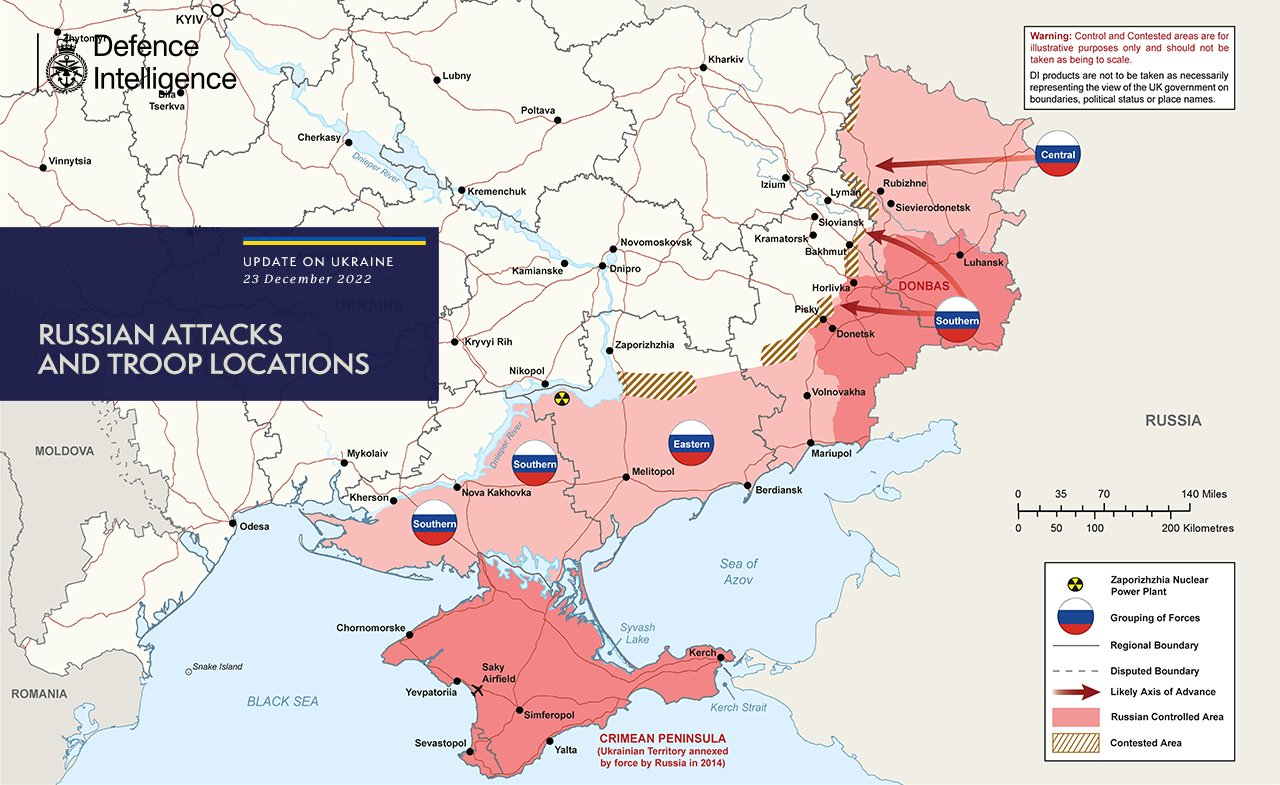
Situation au 23 décembre 2022

### 24 décembre
Selon l'armée ukrainienne la Russie a tiré 41 missiles sur la ville de Kherson.

### 25 décembre
Le gouverneur de l'oblast de Kherson, Iaroslav Ianouchevytch déclare : « les forces russes ont ouvert le feu sur la région de Kherson à 71 reprises » avec de l'artillerie, des systèmes de lance-roquettes multiples et des mortiers. »
Selon l’Institute for the Study of War « Le rythme de progression des forces russes dans la zone de Bakhmout, dans l’est de l’Ukraine, a ralenti ces derniers jours ; l'Ukraine a réussi à ralentir légèrement le rythme de l'avancée russe autour de Bakhmout et des localités environnantes et repoussé des mercenaires du groupe Wagner vers les positions qu'ils occupaient il y a quelques jours. ».
Un nouvel oligarque russe est mort. Pavel Antov (en), 65 ans, député d'un Parlement régional en Russie a été découvert dans une mare de sang devant l'hôtel de luxe de l'Est de l'Inde où il passait ses vacances en compagnie de trois autres Russes. Il a fait une chute mortelle depuis la terrasse de l’hôtel. Le 22 décembre, l'un de ses compagnons de voyage, Vladimir Bidenov, avait été découvert inconscient dans le même hôtel, victime apparemment d'une crise cardiaque,,.

### 26 décembre
Le Président Volodymyr Zelensky a déclaré que « la situation sur le front du Donbass est difficile et pénible. L'occupant y déploie toutes les ressources à sa disposition, qui sont considérables, pour arracher au moins quelques avancées. Bakhmout, Kreminna et d'autres parties du Donbass exigent la plus grande force et la plus grande concentration. ».
Un haut responsable du ministère biélorusse de la défense indique que des systèmes de missiles balistiques Iskander fournis par la Russie, capables de transporter des ogives nucléaires et des systèmes de défense aérienne S-400, ont été déployés en Biélorussie.
L'agence de presse russe Tass rapporte que « le 26 décembre, vers 01 h 35 heure de Moscou [23 h 35 le 25 décembre à Paris], un véhicule aérien sans pilote ukrainien a été abattu à basse altitude alors qu'il s’approchait de l'aérodrome militaire d’Engels, dans la région de Saratov. À la suite de la chute de l'épave du drone, trois techniciens russes qui se trouvaient sur l'aérodrome ont été mortellement blessés ».
Dans une série tweets Dmitri Medvedev, vice-président du Conseil de sécurité a publié ses dix prédictions pour l'année 2023 en commençant en préambule par « Tout le monde fait des pronostics en ce moment. Beaucoup avancent des hypothèses futuristes, comme s'il fallait trouver les plus folles et même les plus absurdes. Voici mon humble contribution,,,, : 
1. Le prix du pétrole atteindra 150 dollars le baril et le prix du gaz dépassera 5 000 dollars pour 1 000 mètres cubes en 2023.
2. Le Royaume-Uni rejoindra à nouveau l'Union européenne, qui s'effondrera après ce retour.
3. La Pologne et la Hongrie occuperont les régions occidentales de l'ancienne Ukraine.
4. Un quatrième Reich englobera le territoire de l'Allemagne et de ses satellites, à savoir la Pologne, les États baltes, la Tchéquie, la Slovaquie, la république de Kiev et d'autres parias.
5. Une guerre éclatera entre la France et l'Allemagne menant à la division de l'Europe.
6. La Pologne sera divisée.
7. L'Irlande du Nord se séparera du Royaume-Uni pour rejoindre la république d'Irlande.
8. Outre-Atlantique, une guerre civile mènera à l'indépendance du Texas et de la Californie.
9. Elon Musk sera élu président des États-Unis[51].
10. L'Asie deviendra alors le refuge des grands marchés boursiers et des activités financières qui quitteront les États-Unis. L'euro et le dollar cesseront, eux, de circuler en tant que réserve mondiale après l'effondrement du système de gestion monétaire de Bretton Woods. »

Il termine sa diatribe en souhaitant « de joyeuses fêtes à tout le monde, aux amis anglo-saxons et à leurs joyeux porcelets grognants. »

### 27 décembre
Les oblasts de Soumy, Zaporijjia, Kharkiv, Dnipropetrovsk, Louhansk, Donetsk et Kherson ont subi des bombardements russes.
Quatre soldats ukrainiens sont tués lors d'une mission de reconnaissance près de l’oblast russe de Briansk, situé à la frontière nord de l'Ukraine.
Selon le Haut-Commissariat des Nations unies aux droits de l'homme, du 24 février 2022 au 26 décembre 2022, la guerre en Ukraine a fait au moins 17 831 victimes civiles dont 6 884 personnes tuées et 10 947 blessées.
A Bakhmout la situation reste très tendue.
Kirill Timoshenko, chef adjoint du cabinet de la présidence ukrainienne, affirme que « les Russes ont bombardé la maternité de l’hôpital de Kherson. Cinq femmes qui venaient d’accoucher étaient encore présentes. Miraculeusement, personne n’a été blessée. »

### 28 décembre
Après sa visite du 20 décembre, le Président Volodymyr Zelensky a indiqué : « L’an dernier, 70 000 personnes vivaient à Bakhmout. Maintenant, il ne reste que quelques civils. Il n'y a pas d’endroit, dans la ville, qui ne soit pas couvert de sang. Il n’y a pas une heure sans que retentisse le terrible rugissement de l'artillerie. ».
L'état-major ukrainien indique que la Russie aurait perdu plus de 700 soldats en 24 heures. Depuis le début de la guerre fin février, les pertes russes s’élèvent désormais à 104 560 soldats. En outre, il y a 6 047 véhicules armés, 4 675 véhicules et camions-citernes, 3 018 chars, 2 004 systèmes d’artillerie, 1 717 drones, 423 lance-roquettes multiples, 283 avions, 268 hélicoptères, 653 missiles de croisière, 212 systèmes de défense aérienne, 179 équipements spéciaux et 16 bateaux.
Selon le décompte officiel du gouvernement ukrainien 54 missiles ont été abattus sur 69 tirés vers l'Ukraine. Les autorités Belarus affirment avoir abattu un missile antiaérien ukrainien au-dessus de son territoire.

### 29 décembre
Selon Oleksi Hromov, chef adjoint de l'état-major général des forces armées ukrainiennes, « les forces ukrainiennes ont avancé de 2,5 kilomètres en direction de Kreminna, dans l’oblast de Louhansk, au cours de la semaine. » afin de couper un important axe d'approvisionnement.
La défense antiaérienne russe est activée jusqu'à 500 kilomètres de la frontière avec l'Ukraine.
La police indienne ouvre une enquête criminelle sur la mort de deux Russes en Inde, dont le critique de guerre et milliardaire Pavel Antov (en).

### 30 décembre
L'AIEA annonce que la dernière source d’alimentation électrique de secours de la centrale de Zaporijjia a été endommagée et déconnectée.
Nouvelle attaque de drones russes sur le sol ukrainien.

### 31 décembre
Des bombardements russes ont visé plusieurs régions d'Ukraine ainsi que Kiev.
L'armée de l'air ukrainienne assure avoir abattu les seize drones de fabrication iranienne envoyés par les Russes.
Un quartier général militaire russe aurait été touché dans un bombardement dans la ville occupée de Makiivka.

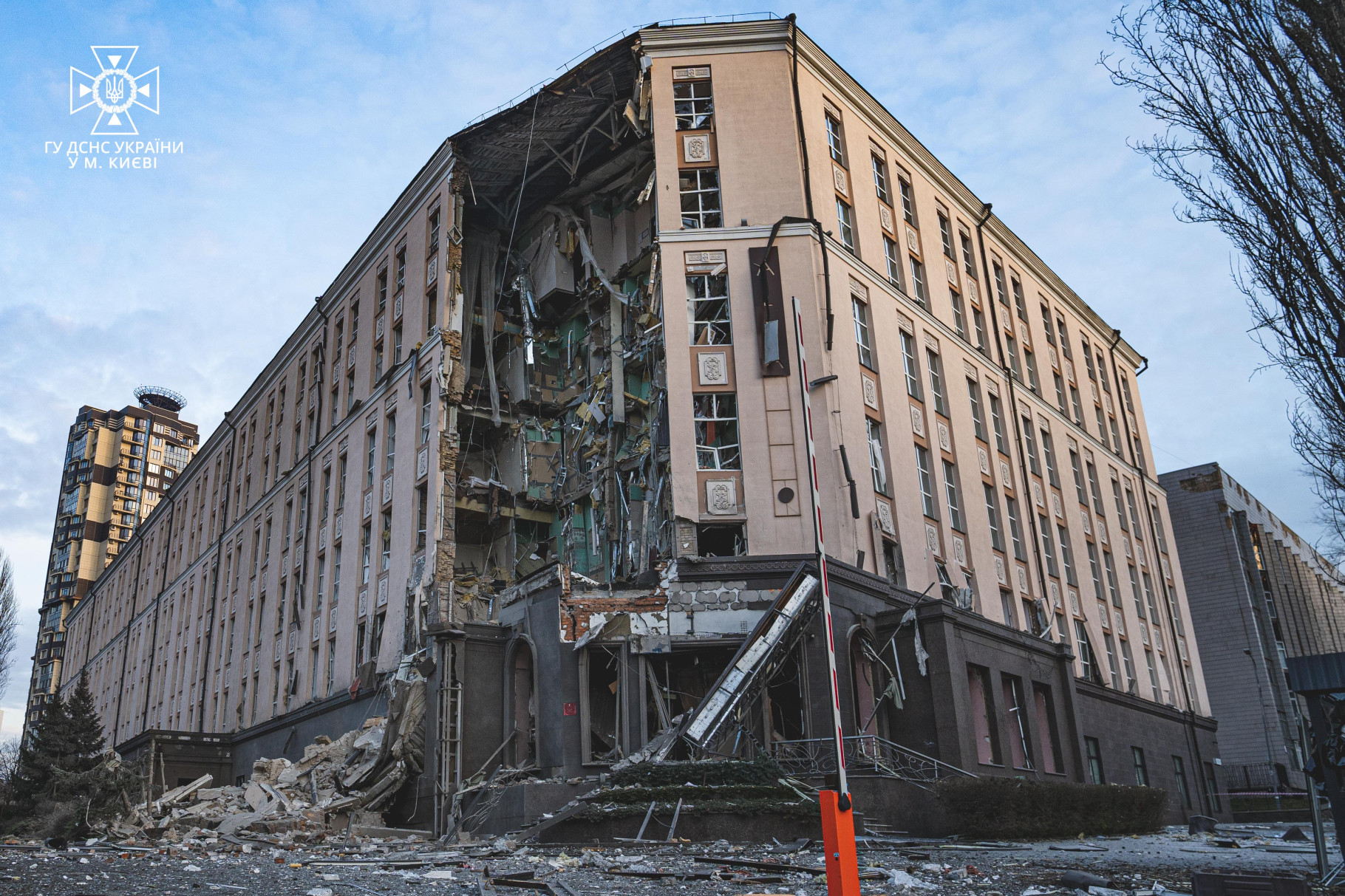
Hôtel Alfavito à Kiev après le bombardement du 31.12.2022
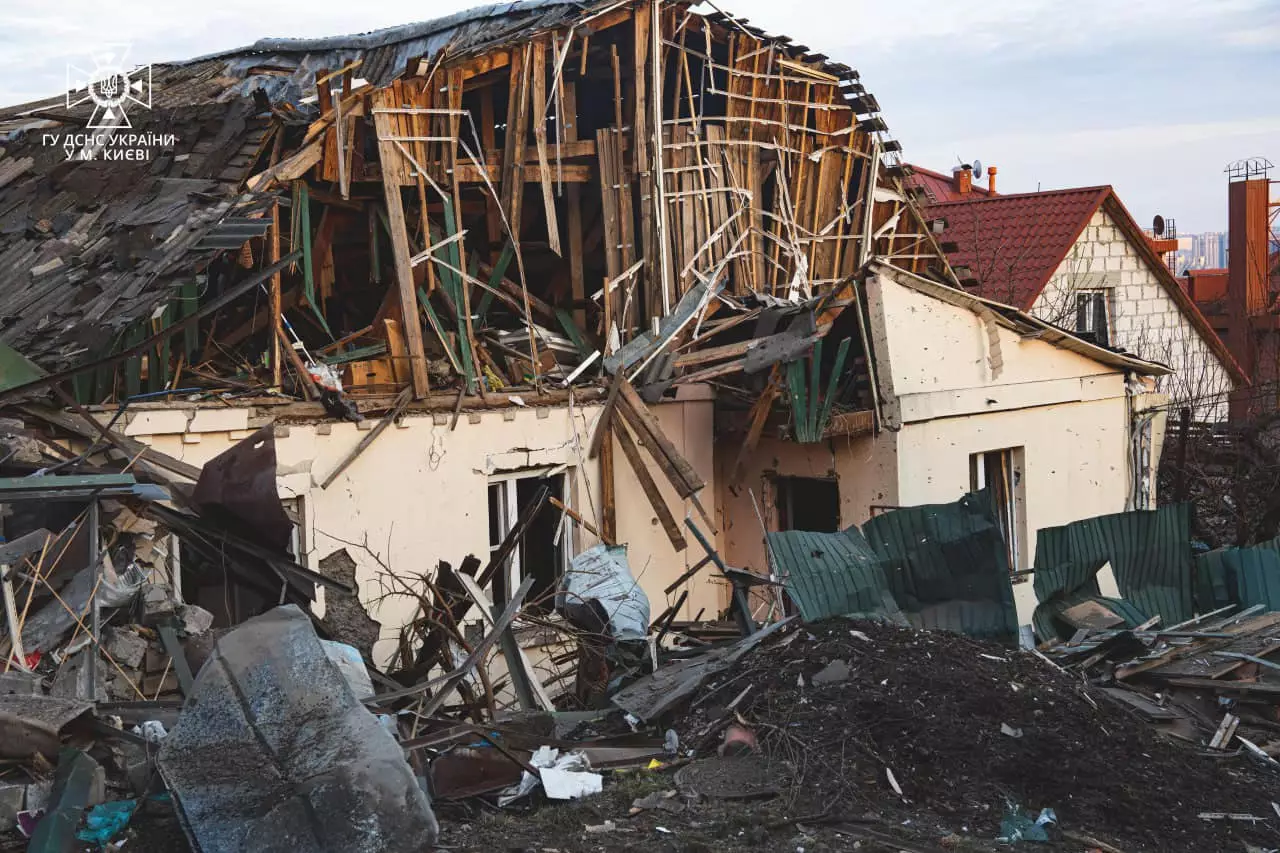
Etat d'une maison à Kiev après le tir d'un missile le 31.12.2022.

### Janvier 2023
Pour les événements suivants, voir Chronologie de l'invasion de l'Ukraine par la Russie (janvier 2023).